# Theo Loevendie
Theo Loevendie (ur. 17 września 1930 w Amsterdamie) – holenderski kompozytor, klarnecista, saksofonista i pedagog.

## Życiorys
Studiował kompozycję i grę na klarnecie w Konserwatorium w Amsterdamie. Początkowo skupiał się na muzyce jazzowej. Od roku 1968 pisze również muzykę poważną, m.in. opery, koncerty i muzykę kameralną.
W 1970 roku Loevendie zaczął uczyć kompozycji w kilku holenderskich konserwatoriach. Do jego uczniów należeli m.in. Svitlana Azarova, Matthias Kadar, Vanessa Lann, Peter van Onna, Robin de Raaff i Victor Varela.
Jako wykonawca należał do zespołów Consort, Brevisand i Theo Loevendie Quintet. Obecnie jest liderem Ziggurat Ensemble.

## Nagrody
- 1969 – Edison Music Awards za płytę Stairs!
- 1979 – VPRO/Boy Edgar Prijs (najbardziej prestiżowa w Holandii nagroda dla muzyka jazzowego)
- 1982 – Edison Music Awards za płytę De nachtegaal (1979)
- 1984 – Koussevitzky International Record Award (razem z Pierre'em Boulez)
- 1986 – Matthijs Vermeulen Award za utwór Naima
- 1988 – 3M Award